# Église Saint-Étienne de Waha
Pour les articles homonymes, voir Église Saint-Étienne, Saint-Étienne (homonymie) et Waha (homonymie).
L'église Saint-Étienne est un édifice religieux catholique sis à Waha, un village de la Famenne, aujourd’hui rattaché à la commune de Marche-en-Famenne en province de Luxembourg (Région wallonne de Belgique).  Consacrée en 1050, l’édifice - rare exemple d’art roman typiquement mosan - est l'église paroissiale de Waha.

## Histoire

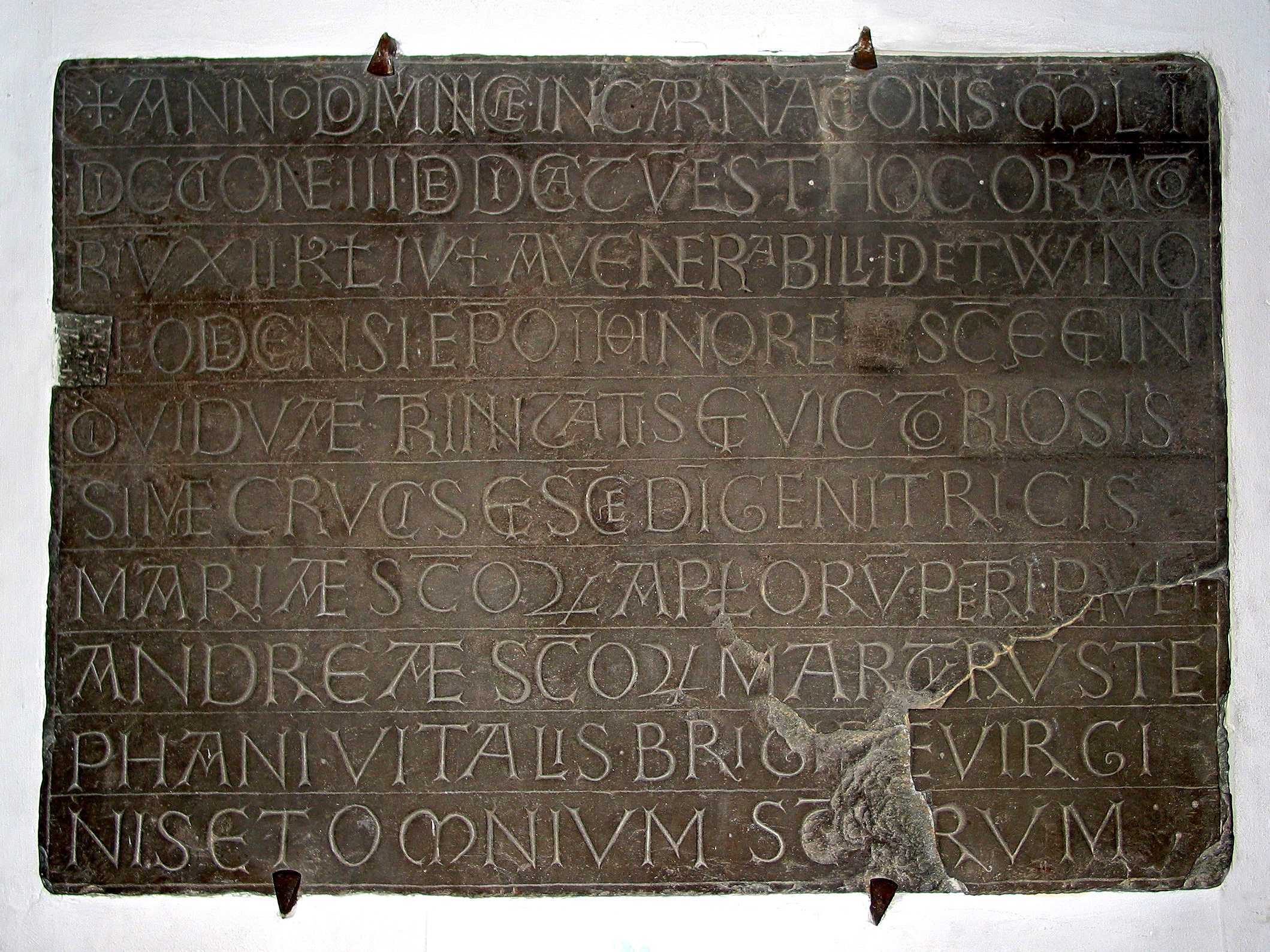
Pierre dédicatoire.

Une pierre commémorative de la consécration de l’église par le prince-évêque de Liège Théoduin de Bavière porte la date du 20 juin (de l’année de l’incarnation du Seigneur) 1050. 
Au milieu du XIe siècle, un bâtiment préexistant - sans doute seigneurie médiévale - est aménagé en chapelle privée avec l’adjonction d’un sanctuaire et de deux petites nefs latérales. La nef centrale soutenue par des piliers carrés et massifs est la partie la plus ancienne.  Des vestiges romans sont visibles dans les parties basses de murs.  
La tour-clocher est de construction plus tardive, sans doute fin du XIe ou début du XIIe siècle. Elle remplace un ancien porche, devenant elle-même porche d’entrée de l’église.  Vers 1230, l’église est agrandie et le toit du sanctuaire est surélevé. Le clocher est reconstruit vers 1574. C’est celui que l’on voit aujourd’hui.
Aux XVIe et XVIIe siècles, l’intérieur de l’église est réaménagé au goût du jour : l’intérieur baroque subsistera jusqu’au XXe siècle.  Un nouveau pavement est installé au XIXe siècle. C’est alors que la pierre dédicatoire est découverte et redressée pour être mise en évidence sur le mur. Une porte d’entrée est percée dans la tour. 
L’église retrouve son caractère roman dans les années 1950. D’importantes fouilles archéologiques ont lieu avant les travaux de rénovation.  En 1958, de nouveaux vitraux ornent le sanctuaire : ils sont œuvres de Louis-Marie Londot.

## Patrimoine
- La pierre dédicatoire en latin médiéval, redécouverte au XIXe siècle, donne la date exacte de la consécration de l’église : 20 juin 1050. Elle est un bel exemple d’épigraphie médiévale.
- Le reliquaire de saint Étienne est une œuvre d’orfèvrerie du XIIIe siècle. D’après un manuscrit du XVIIe siècle se trouvant à l’intérieur, il serait un don fait à l’église par un certain Henri Costérius.
- Les fonts baptismaux aux quatre têtes des fleuves symboliques du paradis, en pierre bleue mosane, furent offerts en 1590 par Marie, fille d’Hubert de Hesdre.
- Plusieurs statues de saints (et un calvaire) sont œuvres d’un artiste anonyme du XVIe siècle connu sous le nom de ‘Maître de Waha’ car c’est l’église Saint-Étienne qui abrite le plus grand nombre de ses œuvres connues.
- Les vitraux du sanctuaire sont œuvres de Louis-Marie Londot (1958).
- Les vitraux de la nef sont œuvres de l’artiste Jean-Michel Folon. Datant de 2004 et 2005, les six vitraux illustrent des scènes de la vie de saint Étienne (tirées du livre des Actes des apôtres) et de sa légende qui s’est développée ultérieurement.

## Description par le chanoine Lanotte
Le chanoine Lanotte la décrit comme suit:
« L'unité apparente de ses parties, la clarté de leurs rapports, le pittoresque de leur allure, spécialement la flèche, le vénérable tilleul voisin, ont accroché l'œil des premiers archéologues. Vers 1850, un texte lapidaire a aussi été redécouvert, le plus ancien connu en Belgique [...] La simplicité de l'architecture du monument l'a longtemps fait croire bâti d'une seule venue, sauf la tour. Le millésime 1050, donnée rare, a de même toujours invité à lui attribuer une date précise. »

Il poursuit d'un point de vue historique:
«  Le contexte général est assez connu pour insérer l'initiative du seigneur de Waha dans le puissant courant de création à travers le monde carolingien de grandes et petites collégiales. Celles-ci regroupaient des clercs séculiers au mode de vie très proche de celui des moines. Les implantations sont semées dans le Diocèse de Liège pendant la première moitié du XIe siècle : vers 1070, une quarantaine de chapitres y regroupent au moins huit cents chanoines. En chemin, parmi les modestes, on trouve à côté de Waha, Falmagne aussi avec quatre prébendes, Namêche peut-être dès 1004, Prix-lès-Mézières qui passe à Saint-Hubert, dès 1066, Bouillon de même en 1069. Ces lieux de prière et de charité prouvaient aussi la puissance des nobles auxquels ils apportaient l'appui de leur soumission. À Waha, la survivance de l'institution était assurée par la possession d'un assez vaste territoire, la Court Saint-Étienne, englobant même une partie de la ville de Marche, alors encore simple bourgade. »